# Steffen Launer
Steffen Launer (15 de abril de 1986) es un deportista alemán que compitió en esgrima, especialista en la modalidad de espada. Ganó una medalla de bronce en el Campeonato Europeo de Esgrima de 2010, en la prueba por equipos.

## Palmarés internacional
| Campeonato Europeo | Campeonato Europeo | Campeonato Europeo | Campeonato Europeo |
| Año                | Lugar              | Medalla            | Prueba             |
| ------------------ | ------------------ | ------------------ | ------------------ |
| 2010               | Leipzig (Alemania) | Medalla de bronce  | Espada por equipos |